# AFC Champions League 2015
AFC Champions League 2015 là mùa giải thứ 34 của giải vô địch cấp câu lạc bộ cao nhất châu Á được tổ chức bởi Liên đoàn bóng đá châu Á (AFC), và là lần thứ 13 dưới tên gọi AFC Champions League.
Quảng Châu Hằng Đại Đào Bảo giành chức vô địch sau khi đánh bại Al-Ahli ở trận chung kết. Họ cũng tham dự Giải vô địch bóng đá thế giới các câu lạc bộ 2015.
Western Sydney Wanderers là đương kim vô địch, nhưng không vượt qua vòng bảng của giải đấu.

## Phân bổ đội của các hiệp hội
Ủy ban thi đấu AFC đã đề xuất thay đổi thể thức các giải vô địch cấp câu lạc bộ châu Á vào ngày 25 tháng 1 năm 2014, được phê chuẩn bởi Ủy ban điều hành AFC vào ngày 16 tháng 4 năm 2014. Các hiệp hội thành viên được xếp hạng dựa trên thành tích của đội tuyển quốc gia và câu lạc bộ của họ trong bốn năm qua trong các giải đấu của AFC, với việc phân bổ các vị trí cho các phiên bản 2015 và 2016 của các giải đấu cấp câu lạc bộ châu Á được xác định bởi bảng xếp hạng năm 2014:
- 24 hiệp hội thành viên hàng đầu theo bảng xếp hạng AFC có thể có suất dự vòng bảng và vòng loại ở AFC Champions League, miễn họ đáp ứng các tiêu chí tối thiểu của AFC Champions League.
- Ở khu vực Tây và Đông Á, có tổng cộng 12 suất vào thẳng vòng bảng, và 4 suất còn lại được quyết định qua vòng loại.
- Các hiệp hội xếp hạng 1-6 ở khu vực Tây và Đông Á nhận suất vào vòng bảng, trong khi các hiệp hội còn lại nhận suất vào vòng loại:
  - Các hiệp hội xếp hạng 1-2 có ba suất vào vòng bảng và một suất vào vòng loại.
  - Các hiệp hội xếp hạng 3-4 có hai suất vào vòng bảng và hai suất vào vòng loại.
  - Các hiệp hội xếp hạng 5 có một suất vào vòng bảng và hai suất vào vòng loại.
  - Các hiệp hội xếp hạng 6 có một suất vào vòng bảng và một suất vào vòng loại.
  - Các hiệp hội xếp hạng 7-11 có một suất vào vòng loại.
- Số lượng vị trí tối đa cho mỗi hiệp hội là một phần ba tổng số câu lạc bộ trong giải đấu hàng đầu (ví dụ: Úc chỉ có thể nhận được tối đa ba vị trí vì chỉ có chín câu lạc bộ có trụ sở tại Úc ở A-League).

Ủy ban thi đấu AFC đã hoàn tất việc phân bổ vị trí cho các phiên bản AFC Champions League 2015 và 2016 dựa trên các tiêu chí, bao gồm bảng xếp hạng hiệp hội của AFC và việc thực hiện các quy định cấp phép câu lạc bộ, vào ngày 28 tháng 11 năm 2014.
| Participation for 2015 AFC Champions League | Participation for 2015 AFC Champions League |
| ------------------------------------------- | ------------------------------------------- |
|                                             | Fulfills participation criteria             |
|                                             | Does not fulfill participation criteria     |

| Xếp hạng | Xếp hạng | Hiệp hội thành viên | Điểm   | Suất dự   | Suất dự       | Suất dự        |           |
| Xếp hạng | Xếp hạng | Hiệp hội thành viên | Điểm   | Vòng bảng | Vòng loại     | Vòng loại      | Vòng loại |
| Khu vực  | Tất cả   | Hiệp hội thành viên | Điểm   | Vòng bảng | Vòng play-off | Vòng sơ loại 2 |           |
| -------- | -------- | ------------------- | ------ | --------- | ------------- | -------------- | --------- |
| 1        | 2        | Ả Rập Xê Út         | 88.268 | 3         | 1             | 0              |           |
| 2        | 3        | Iran                | 80.794 | 3         | 1             | 0              |           |
| 3        | 5        | Uzbekistan          | 62.272 | 3         | 1             | 0              |           |
| 4        | 7        | UAE                 | 57.792 | 2         | 2             | 0              |           |
| 5        | 9        | Qatar               | 56.103 | 1         | 0             | 2              |           |
| 6        | 10       | Iraq[A]             | 47.106 | 0         | 0             | 0              |           |
| 7        | 11       | Kuwait              | 45.423 | 0         | 0             | 1              |           |
| 8        | 12       | Jordan              | 44.309 | 0         | 0             | 1              |           |
| 9        | 14       | Oman                | 30.586 | 0         | 0             | 1              |           |
| 10       | 16       | Bahrain             | 25.547 | 0         | 0             | 1              |           |
| 11       | 17       | Li Băng[A]          | 25.043 | 0         | 0             | 0              |           |
| 12       | 19       | Syria[A]            | 22.883 | 0         | 0             | 0              |           |
| Tổng     | Tổng     | Tổng                | Tổng   | 12        | 5             | 6              |           |
| Tổng     | Tổng     | Tổng                | Tổng   | 12        | 11            |                |           |

| Xếp hạng | Xếp hạng | Hiệp hội thành viên | Điểm   | Suất dự   | Suất dự       | Suất dự        | Suất dự        |
| Xếp hạng | Xếp hạng | Hiệp hội thành viên | Điểm   | Vòng bảng | Vòng loại     | Vòng loại      | Vòng loại      |
| Khu vực  | Tất cả   | Hiệp hội thành viên | Điểm   | Vòng bảng | Vòng play-off | Vòng sơ loại 2 | Vòng sơ loại 1 |
| -------- | -------- | ------------------- | ------ | --------- | ------------- | -------------- | -------------- |
| 1        | 1        | Hàn Quốc            | 94.866 | 3         | 1             | 0              | 0              |
| 2        | 4        | Nhật Bản            | 77.107 | 3         | 1             | 0              | 0              |
| 3        | 6        | Australia           | 57.940 | 2         | 1             | 0              | 0              |
| 4        | 8        | TRung Quốc          | 57.660 | 2         | 1             | 1              | 0              |
| 5        | 13       | Thái Lan            | 33.049 | 1         | 0             | 2              | 0              |
| 6        | 15       | Việt Nam            | 27.753 | 1         | 0             | 1              | 0              |
| 7        | 18       | Indonesia           | 25.004 | 0         | 0             | 1              | 0              |
| 8        | 20       | Hồng Kông           | 20.077 | 0         | 0             | 1              | 0              |
| 9        | 21       | Myanmar             | 18.949 | 0         | 0             | 0              | 1              |
| 10       | 22       | Malaysia            | 18.153 | 0         | 0             | 0              | 1              |
| 11       | 23       | Ấn Độ               | 16.756 | 0         | 0             | 0              | 1              |
| 12       | 24       | Singapore           | 16.097 | 0         | 0             | 0              | 1              |
| Tổng     | Tổng     | Tổng                | Tổng   | 12        | 4             | 6              | 4              |
| Tổng     | Tổng     | Tổng                | Tổng   | 12        | 14            |                |                |

Chú thích
1. ^ a b c Iraq (2 suất dự vòng loại), Li Băng và Syria (mỗi hiệp hội có 1 suất dự vòng loại) được phân bổ các suất dự AFC Champions League 2015 và 2016, nhưng không được tham dự AFC Champions League vì không câu lạc bộ nào của họ được cấp phép dự giải đấu năm 2015.

## Các đội tham dự
Tổng cộng có 49 đội từ 21 hiệp hội tham dự giải đấu.
Chú thích:
- TH: Đương kim vô địch
- AC: Đội vô địch AFC Cup
- 1st, 2nd, 3rd,...: Vị trí tại giải quốc nội
- CW: Đội vô địch cúp quốc gia

| Tây Á                            | Tây Á                         | Tây Á                             | Tây Á                    |
| -------------------------------- | ----------------------------- | --------------------------------- | ------------------------ |
| Al-Nassr (1st)                   | Foolad (1st)                  | Pakhtakor (1st)                   | Al-Ahli (1st)            |
| Al-Shabab (CW)                   | Tractor (CW)                  | Lokomotiv Tashkent (2nd, CW)      | Al-Ain (CW)              |
| Al-Hilal (2nd)                   | Persepolis (2nd)              | Nasaf Qarshi (3rd)                | Lekhwiya (1st)           |
| Đông Á                           |                               |                                   |                          |
| Western Sydney WanderersTH (2nd) | Suwon Samsung Bluewings (2nd) | Kashima Antlers (3rd)             | Sơn Đông Lỗ Năng (CW)    |
| Jeonbuk Hyundai Motors (1st)     | Gamba Osaka (1st, CW)         | Brisbane Roar (1st, CW)           | Buriram United (1st)     |
| Seongnam FC (CW)                 | Urawa Red Diamonds (2nd)      | Quảng Châu Hằng Đại Đào Bảo (1st) | Becamex Bình Dương (1st) |

| Tây Á             | Tây Á           | Đông Á                       | Đông Á                 |
| ----------------- | --------------- | ---------------------------- | ---------------------- |
| Al-Ahli (3rd)     | Al-Wahda (2nd)  | FC Seoul (3rd)               | Bắc Kinh Quốc An (2nd) |
| Naft Tehran (3rd) | Al-Jazira (3rd) | Kashiwa Reysol (4th)         |                        |
| Bunyodkor (4th)   |                 | Central Coast Mariners (3rd) |                        |

| Tây Á             | Tây Á           | Đông Á               | Đông Á                      |
| ----------------- | --------------- | -------------------- | --------------------------- |
| Al-QadsiaAC (1st) | Al-Wehdat (1st) | Quảng Châu R&F (3rd) | Hà Nội T&T (2nd) [Note VIE] |
| Al-Sadd (CW)      | Al-Nahda (1st)  | Bangkok Glass (CW)   | Persib Bandung (1st)        |
| El Jaish (2nd)    | Riffa (1st)     | Chonburi (2nd)       | Kiệt Chí (1st)              |

| Tây Á | Tây Á | Đông Á                   | Đông Á             |
| ----- | ----- | ------------------------ | ------------------ |
|       |       | Yadanarbon (1st)         | Bengaluru FC (1st) |
|       |       | Johor Darul Ta'zim (1st) | Warriors (1st)     |

Chú thích
1. ^ Việt Nam (VIE): Hà Nội T&T tham dự AFC Champions League thay cho Hải Phòng, đội vô địch Giải bóng đá Cúp Quốc gia 2014, vì Hải Phòng không đáp ứng các tiêu chí cần thiết để được cấp phép.[9]

## Vòng loại

### Vòng sơ loại 1
| Đội 1              | Tỉ số                | Đội 2        |
| Đông Á             | Đông Á               | Đông Á       |
| ------------------ | -------------------- | ------------ |
| Yadanarbon         | 1–1 (s.h.p.) (5–6 p) | Warriors     |
| Johor Darul Ta'zim | 2–1 (s.h.p.)         | Bengaluru FC |

### Vòng sơ loại 2
| Đội 1          | Tỉ số                  | Đội 2              |
| Tây Á          | Tây Á                  | Tây Á              |
| -------------- | ---------------------- | ------------------ |
| Al-Qadsia      | 1–0                    | Al-Wehdat          |
| El Jaish       | 2–1                    | Al-Nahda           |
| Al-Sadd        | 0–0 (s.h.p.) (11–10 p) | Riffa              |
| Đông Á         |                        |                    |
| Hà Nội T&T     | 4–0                    | Persib Bandung     |
| Chonburi       | 4–1                    | Kiệt Chí           |
| Quảng Châu R&F | 3–0                    | Warriors           |
| Bangkok Glass  | 3–0                    | Johor Darul Ta'zim |

### Vòng play-off
| Đội 1                  | Tỉ số                | Đội 2          |
| Tây Á                  | Tây Á                | Tây Á          |
| ---------------------- | -------------------- | -------------- |
| Al-Ahli                | 2–1 (s.h.p.)         | Al-Qadsia      |
| Naft Tehran            | 1–0                  | El Jaish       |
| Bunyodkor              | 2–1                  | Al-Jazira      |
| Al-Wahda               | 4–4 (s.h.p.) (4–5 p) | Al-Sadd        |
| Đông Á                 |                      |                |
| FC Seoul               | 7–0                  | Hà Nội T&T     |
| Kashiwa Reysol         | 3–2 (s.h.p.)         | Chonburi       |
| Central Coast Mariners | 1–3                  | Quảng Châu R&F |
| Bắc Kinh Quốc An       | 3–0                  | Bangkok Glass  |

## Vòng bảng
Lễ bốc thăm vòng bảng diễn ra vào ngày 11 tháng 12 năm 2014. 

### Bảng A
| VT | Đội        | ST | T | H | B | BT | BB | HS | Đ  | Giành quyền tham dự |     | LEK | PER | NSR | BYD |
| -- | ---------- | -- | - | - | - | -- | -- | -- | -- | ------------------- | --- | --- | --- | --- | --- |
| 1  | Lekhwiya   | 6  | 4 | 1 | 1 | 9  | 5  | +4 | 13 | Vòng loại trực tiếp |     | —   | 3–0 | 1–1 | 1–0 |
| 2  | Persepolis | 6  | 4 | 0 | 2 | 7  | 7  | 0  | 12 | Vòng loại trực tiếp |     | 3–0 | —   | 1–0 | 2–1 |
| 3  | Al-Nassr   | 6  | 2 | 2 | 2 | 7  | 6  | +1 | 8  |                     |     | 1–3 | 3–0 | —   | 1–1 |
| 4  | Bunyodkor  | 6  | 0 | 1 | 5 | 2  | 7  | −5 | 1  |                     | 0–1 | 0–1 | 0–1 | —   |     |

### Bảng B
| VT | Đội         | ST | T | H | B | BT | BB | HS | Đ  | Giành quyền tham dự |     | AIN | NAF | PAK | SHB |
| -- | ----------- | -- | - | - | - | -- | -- | -- | -- | ------------------- | --- | --- | --- | --- | --- |
| 1  | Al-Ain      | 6  | 3 | 3 | 0 | 7  | 2  | +5 | 12 | Vòng loại trực tiếp |     | —   | 3–0 | 1–1 | 0–0 |
| 2  | Naft Tehran | 6  | 2 | 2 | 2 | 8  | 8  | 0  | 8  | Vòng loại trực tiếp |     | 1–1 | —   | 1–1 | 2–1 |
| 3  | Pakhtakor   | 6  | 1 | 3 | 2 | 6  | 8  | −2 | 6  |                     |     | 0–1 | 2–1 | —   | 0–2 |
| 4  | Al-Shabab   | 6  | 1 | 2 | 3 | 5  | 8  | −3 | 5  |                     | 0–1 | 0–3 | 2–2 | —   |     |

### Bảng C
| VT | Đội                | ST | T | H | B | BT | BB | HS | Đ  | Giành quyền tham dự |     | HIL | SAD | FOO | LOK |
| -- | ------------------ | -- | - | - | - | -- | -- | -- | -- | ------------------- | --- | --- | --- | --- | --- |
| 1  | Al-Hilal           | 6  | 4 | 1 | 1 | 9  | 4  | +5 | 13 | Vòng loại trực tiếp |     | —   | 2–1 | 2–0 | 3–1 |
| 2  | Al-Sadd            | 6  | 3 | 1 | 2 | 9  | 9  | 0  | 10 | Vòng loại trực tiếp |     | 1–0 | —   | 1–0 | 6–2 |
| 3  | Foolad             | 6  | 1 | 3 | 2 | 2  | 4  | −2 | 6  |                     |     | 0–0 | 0–0 | —   | 1–0 |
| 4  | Lokomotiv Tashkent | 6  | 1 | 1 | 4 | 10 | 13 | −3 | 4  |                     | 1–2 | 5–0 | 1–1 | —   |     |

### Bảng D
| VT | Đội          | ST | T | H | B | BT | BB | HS | Đ  | Giành quyền tham dự |     | AHS | AHU | NSF | TRA |
| -- | ------------ | -- | - | - | - | -- | -- | -- | -- | ------------------- | --- | --- | --- | --- | --- |
| 1  | Al-Ahli      | 6  | 3 | 3 | 0 | 11 | 7  | +4 | 12 | Vòng loại trực tiếp |     | —   | 2–1 | 2–1 | 2–0 |
| 2  | Al-Ahli      | 6  | 2 | 2 | 2 | 8  | 8  | 0  | 8  | Vòng loại trực tiếp |     | 3–3 | —   | 0–0 | 3–2 |
| 3  | Nasaf Qarshi | 6  | 2 | 2 | 2 | 5  | 5  | 0  | 8  |                     |     | 0–0 | 0–1 | —   | 2–1 |
| 4  | Tractor Sazi | 6  | 1 | 1 | 4 | 7  | 11 | −4 | 4  |                     | 2–2 | 1–0 | 1–2 | —   |     |

1. 1 2  Điểm đối đầu: Al-Ahli 4, Nasaf Qarshi 1.

### Bảng E
| VT | Đội                    | ST | T | H | B | BT | BB | HS | Đ  | Giành quyền tham dự |     | KSW | JHM | SLT | BBD |
| -- | ---------------------- | -- | - | - | - | -- | -- | -- | -- | ------------------- | --- | --- | --- | --- | --- |
| 1  | Kashiwa Reysol         | 6  | 3 | 2 | 1 | 14 | 9  | +5 | 11 | Vòng loại trực tiếp |     | —   | 3–2 | 2–1 | 5–1 |
| 2  | Jeonbuk Hyundai Motors | 6  | 3 | 2 | 1 | 14 | 6  | +8 | 11 | Vòng loại trực tiếp |     | 0–0 | —   | 4–1 | 3–0 |
| 3  | Sơn Đông Lỗ Năng       | 6  | 2 | 1 | 3 | 13 | 17 | −4 | 7  |                     |     | 4–4 | 1–4 | —   | 3–1 |
| 4  | Becamex Bình Dương     | 6  | 1 | 1 | 4 | 6  | 15 | −9 | 4  |                     | 1–0 | 1–1 | 2–3 | —   |     |

1. 1 2  Điểm đối đầu: Kashiwa Reysol 4, Jeonbuk Hyundai Motors 1.

### Bảng F
| VT | Đội            | ST | T | H | B | BT | BB | HS  | Đ  | Giành quyền tham dự |     | GAM | SNM | BUR | GRF |
| -- | -------------- | -- | - | - | - | -- | -- | --- | -- | ------------------- | --- | --- | --- | --- | --- |
| 1  | Gamba Osaka    | 6  | 3 | 1 | 2 | 10 | 7  | +3  | 10 | Vòng loại trực tiếp |     | —   | 2–1 | 1–1 | 0–2 |
| 2  | Seongnam FC    | 6  | 3 | 1 | 2 | 7  | 5  | +2  | 10 | Vòng loại trực tiếp |     | 2–0 | —   | 2–1 | 0–0 |
| 3  | Buriram United | 6  | 3 | 1 | 2 | 12 | 7  | +5  | 10 |                     |     | 1–2 | 2–1 | —   | 5–0 |
| 4  | Quảng Châu R&F | 6  | 1 | 1 | 4 | 3  | 13 | −10 | 4  |                     | 0–5 | 0–1 | 1–2 | —   |     |

1. 1 2 3  Điểm đối đầu: Gamba Osaka 7, Seongnam FC 6, Buriram United 4.

### Bảng G
| VT | Đội                     | ST | T | H | B | BT | BB | HS | Đ  | Giành quyền tham dự |     | BJG | SSB | BRI | URA |
| -- | ----------------------- | -- | - | - | - | -- | -- | -- | -- | ------------------- | --- | --- | --- | --- | --- |
| 1  | Bắc Kinh Quốc An        | 6  | 3 | 2 | 1 | 6  | 3  | +3 | 11 | Vòng loại trực tiếp |     | —   | 1–0 | 0–1 | 2–0 |
| 2  | Suwon Samsung Bluewings | 6  | 3 | 2 | 1 | 11 | 8  | +3 | 11 | Vòng loại trực tiếp |     | 1–1 | —   | 3–1 | 2–1 |
| 3  | Brisbane Roar           | 6  | 2 | 1 | 3 | 7  | 9  | −2 | 7  |                     |     | 0–1 | 3–3 | —   | 1–2 |
| 4  | Urawa Red Diamonds      | 6  | 1 | 1 | 4 | 5  | 9  | −4 | 4  |                     | 1–1 | 1–2 | 0–1 | —   |     |

1. 1 2  Điểm đối đầu: Bắc Kinh Quốc An 4, Suwon Samsung Bluewings 1.

### Bảng H
| VT | Đội                      | ST | T | H | B | BT | BB | HS | Đ  | Giành quyền tham dự |     | GET | SEO | WSW | KSM |
| -- | ------------------------ | -- | - | - | - | -- | -- | -- | -- | ------------------- | --- | --- | --- | --- | --- |
| 1  | Quảng Châu Hằng Đại      | 6  | 3 | 1 | 2 | 9  | 9  | 0  | 10 | Vòng loại trực tiếp |     | —   | 1–0 | 0–2 | 4–3 |
| 2  | FC Seoul                 | 6  | 2 | 3 | 1 | 5  | 4  | +1 | 9  | Vòng loại trực tiếp |     | 0–0 | —   | 0–0 | 1–0 |
| 3  | Western Sydney Wanderers | 6  | 2 | 2 | 2 | 9  | 7  | +2 | 8  |                     |     | 2–3 | 1–1 | —   | 1–2 |
| 4  | Kashima Antlers          | 6  | 2 | 0 | 4 | 10 | 13 | −3 | 6  |                     | 2–1 | 2–3 | 1–3 | —   |     |

## Vòng loại trực tiếp

### Vòng 16 đội
Ở vòng 16 đội, đội nhất bảng này thi đấu với đội nhì bảng kia, với đội nhất bảng là chủ nhà của trận lượt về.

| Đội 1                   | TTS     | Đội 2               | Lượt đi | Lượt về |
| Tây Á                   | Tây Á   | Tây Á               | Tây Á   | Tây Á   |
| ----------------------- | ------- | ------------------- | ------- | ------- |
| Al-Sadd                 | 3–4     | Lekhwiya            | 1–2     | 2–2     |
| Persepolis              | 1–3     | Al-Hilal            | 1–0     | 0–3     |
| Al-Ahli                 | 3–3 (a) | Al-Ain              | 0–0     | 3–3     |
| Naft Tehran             | 2–2 (a) | Al-Ahli             | 1–0     | 1–2     |
| Đông Á                  |         |                     |         |         |
| Suwon Samsung Bluewings | 4–4 (a) | Kashiwa Reysol      | 2–3     | 2–1     |
| Jeonbuk Hyundai Motors  | 2–1     | Bắc Kinh Quốc An    | 1–1     | 1–0     |
| FC Seoul                | 3–6     | Gamba Osaka         | 1–3     | 2–3     |
| Seongnam FC             | 2–3     | Quảng Châu Hằng Đại | 2–1     | 0–2     |

### Tứ kết
Lễ bốc thăm vòng tứ kết diễn ra vào ngày 18 tháng 6 năm 2015. Các đội khác khu vực không được xếp cặp đối đầu nhau, và không có đội hạt giống, vì vậy các đội cùng hiệp hội có thể được xếp cặp đối đầu nhau.

| Đội 1                  | TTS   | Đội 2               | Lượt đi | Lượt về |
| Tây Á                  | Tây Á | Tây Á               | Tây Á   | Tây Á   |
| ---------------------- | ----- | ------------------- | ------- | ------- |
| Al-Hilal               | 6–3   | Lekhwiya            | 4–1     | 2–2     |
| Naft Tehran            | 1–3   | Al-Ahli             | 0–1     | 1–2     |
| Đông Á                 |       |                     |         |         |
| Kashiwa Reysol         | 2–4   | Quảng Châu Hằng Đại | 1–3     | 1–1     |
| Jeonbuk Hyundai Motors | 2–3   | Gamba Osaka         | 0–0     | 2–3     |

### Bán kết
Ở vòng bán kết, các cặp đấu được xác định ở lễ bốc thăm vòng tứ kết.

| Đội 1               | TTS   | Đội 2       | Lượt đi | Lượt về |
| Tây Á               | Tây Á | Tây Á       | Tây Á   | Tây Á   |
| ------------------- | ----- | ----------- | ------- | ------- |
| Al-Hilal            | 3–4   | Al-Ahli     | 1–1     | 2–3     |
| Đông Á              |       |             |         |         |
| Quảng Châu Hằng Đại | 2–1   | Gamba Osaka | 2–1     | 0–0     |

### Chung kết
Ở trận chung kết, đội đến từ khu vực Tây Á là chủ nhà trận lượt đi, trong khi đội đến từ khu vực Đông Á là chủ nhà trận lượt về (không bốc thăm, và thứ tự đảo ngược với trận chung kết của mùa trước).

| Al-Ahli | 0–0    | Quảng Châu Hằng Đại |
| ------- | ------ | ------------------- |
|         | Report |                     |

| Quảng Châu Hằng Đại | 1–0    | Al-Ahli |
| ------------------- | ------ | ------- |
| Elkeson 54'         | Report |         |

Quảng Châu Hằng Đại thắng với tổng tỉ số 1–0.

## Giải thưởng
| Giải thưởng                | Cầu thủ         | Câu lạc bộ                  |
| -------------------------- | --------------- | --------------------------- |
| Cầu thủ xuất sắc nhất giải | Ricardo Goulart | Quảng Châu Hằng Đại Đào Bảo |
| Vua phá lưới               | Ricardo Goulart | Quảng Châu Hằng Đại Đào Bảo |
| Đội đoạt giải phong cách   | —               | Quảng Châu Hằng Đại Đào Bảo |

### Đội hình tiêu biểu
AFC đã chọn 11 sau đây vào đội hình tiêu biểu của AFC Champions League 2015.
| Pos. | Cầu thủ              | Câu lạc bộ                  |
| ---- | -------------------- | --------------------------- |
| GK   | Masaaki Higashiguchi | Gamba Osaka                 |
| DF   | Zhang Linpeng        | Quảng Châu Hằng Đại Đào Bảo |
| DF   | Kwon Kyung-won       | Al-Ahli                     |
| DF   | Kim Young-gwon       | Quảng Châu Hằng Đại Đào Bảo |
| DF   | Yasser Al-Shahrani   | Al-Hilal                    |
| MF   | Huang Bowen          | Quảng Châu Hằng Đại Đào Bảo |
| MF   | Zheng Zhi            | Quảng Châu Hằng Đại Đào Bảo |
| MF   | Majed Hassan         | Al-Ahli                     |
| FW   | Ahmed Khalil         | Al-Ahli                     |
| FW   | Elkeson              | Quảng Châu Hằng Đại Đào Bảo |
| FW   | Ricardo Goulart      | Quảng Châu Hằng Đại Đào Bảo |

## Các cầu thủ ghi bàn hàng đầu
| Xếp hạng | Cầu thủ         | Câu lạc bộ                  | MD1 | MD2 | MD3 | MD4 | MD5 | MD6 | 2R1 | 2R2 | QF1 | QF2 | SF1 | SF2 | F1 | F2 | Tổng |
| -------- | --------------- | --------------------------- | --- | --- | --- | --- | --- | --- | --- | --- | --- | --- | --- | --- | -- | -- | ---- |
| 1        | Ricardo Goulart | Quảng Châu Hằng Đại Đào Bảo | 1   | 3   | 2   |     |     |     |     | 2   |     |     |     |     |    |    | 8    |
| 2        | Yang Xu         | Sơn Đông Lỗ Năng            | 2   | 1   |     | 1   | 2   |     |     |     |     |     |     |     |    |    | 6    |
| 2        | Ahmed Khalil    | Al-Ahli                     | 1   |     |     |     |     | 2   |     | 2   |     | 1   |     |     |    |    | 6    |
| 4        | Youssef Msakni  | Lekhwiya                    |     |     |     |     | 1   | 1   | 1   | 1   | 1   |     |     |     |    |    | 5    |
| 4        | Omar Al Soma    | Al-Ahli                     |     | 1   |     | 2   |     |     |     | 2   |     |     |     |     |    |    | 5    |
| 4        | Asamoah Gyan    | Al-Ain                      |     | 1   |     |     | 1   | 1   |     | 2   |     |     |     |     |    |    | 5    |
| 7        | Patric          | Gamba Osaka                 |     |     |     |     | 2   |     |     | 1   |     | 1   |     |     |    |    | 4    |
| 7        | Takashi Usami   | Gamba Osaka                 |     |     |     |     | 1   | 1   | 2   |     |     |     |     |     |    |    | 4    |
| 7        | Masato Kudo     | Kashiwa Reysol              |     | 2   |     | 1   |     |     |     |     | 1   |     |     |     |    |    | 4    |
| 7        | Lee Dong-gook   | Jeonbuk Hyundai Motors      |     |     | 2   |     | 2   |     |     |     |     |     |     |     |    |    | 4    |
| 7        | Carlos Eduardo  | Al-Hilal                    |     |     |     |     |     |     |     |     | 2   | 1   |     | 1   |    |    | 4    |
| 7        | Diogo           | Buriram United              |     |     |     |     | 1   | 3   |     |     |     |     |     |     |    |    | 4    |
| 7        | Lima            | Al-Ahli                     |     |     |     |     |     |     |     |     | 1   | 1   | 1   | 1   |    |    | 4    |
| 7        | Everton Ribeiro | Al-Ahli                     |     |     |     | 1   | 1   | 1   |     |     |     |     |     | 1   |    |    | 4    |

Chú thích: Bàn thắng ghi được ở vòng loại không được tính (see regulations, Article 77.4).
Nguồn: the-AFC.com